# Sumatra Meridionale
Sumatra Meridionale è una provincia indonesiana situata sull'Isola di Sumatra. La città più popolata nonché capoluogo provinciale è Palembang.

## Geografia fisica

### Confini
La provincia di Sumatra Meridionale, è la più grande per estensione tra le province dell'Isola di Sumatra e confina con altre tre province: a Nord confina con la provincia del Jambi a occidente con quella del Bengkulu e a Sud con il Lampung. A oriente le coste della provincia vengono bagnate dal Mar di Giava nordorientale che è l'unico sbocco sul mare della Sumatra Meridionale. Anche se non ha un confine terrestre con la Sumatra Meridionale, l'arcipelago Bangka-Belitung fa parecchi scambi commerciali e culturali con la parte di Sumatra data la poca distanza che c'è fra la provincia della grande isola con l'arcipelago.

### Morfologia
Il territorio provinciale è per grandissima parte pianeggiante ciò favorisce lo sviluppo di grandi foreste che trovano un territorio favorevole. Solo per pochi chilometri, nel confine con il Bengkulu, nell'estremo occidente, sorgono montagne e vulcani.

### Clima
La vicinanza con l'Equatore, rende il clima provinciale di tipo equatoriale con caldo afoso, frequenti precipitazioni e l'abbondanza di foreste equatoriali che sorgono e si sviluppano in tutta la provincia grazie al territorio pianeggiante.

## Società

### Evoluzione demografica
Vari sono i gruppi etnici presenti nella provincia, i più diffusi sono prevalentemente due: i malesi di origini asiatiche e i giavanesi di origini austronesiane. La religione più praticata, come nel resto dell'Isola di Sumatra, è l'Islamismo (96%), ma sono diffusi altri credi come il Protestantesimo, il Cattolicesimo e il Buddhismo. La lingua più parlata è l'indonesiano che è anche la lingua ufficiale dello stato.

## Geografia antropica

### Suddivisioni amministrative
Sumatra Meridionale è suddivisa in 11 reggenze (kabupaten) e 4 città (kota). Le reggenze sono (capoluoghi tra parentesi):
- Banyuasin (Pangkalan Balai)
- Empat Lawang (Tebing Tinggi)
- Lahat (Lahat)
- Muara Enim (Muara Enim)
- Musi Banyuasin (Sekayu)
- Musi Rawas (Muara Beliti Baru)
- Ogan Ilir (Indralaya)
- Ogan Komering Ilir (Kayuagung)
- Ogan Komering Ulu (Baturaja)
- Ogan Komering Ulu Timur (Martapura)
- Ogan Komering Ulu Selatan (Muaradua)

Le città sono:
- Lubuklinggau
- Pagar Alam
- Palembang
- Prabumulih